# Narodowe Muzeum Archeologiczne w Neapolu
Narodowe Muzeum Archeologiczne w Neapolu (wł: Museo Archeologico Nazionale di Napoli) – muzeum archeologiczne, jedno z najważniejszych w Neapolu. Szczyci się najbogatszym i najcenniejszym dziedzictwem dzieł sztuki i zabytków archeologicznych we Włoszech, jest uważane za jedno z najważniejszych muzeów archeologicznych na świecie, jeśli nie najważniejsze pod względem historii rzymskiej. W jego zbiorach znajdują się dzieła z czasów greckich, rzymskich i renesansowych, a w szczególności rzymskie artefakty z pobliskich Pompejów, Stabii i Herkulanum.
Budynek, w którym obecnie mieści się muzeum, to Palazzo degli Studi, zbudowany w 1585 jako "koszary kawalerii". 